# Musselsyska
Musselsyska (Moluccella laevis) är en kransblommig växtart som beskrevs av Carl von Linné. Musselsyska ingår i släktet musselsyskor, och familjen kransblommiga växter. Inga underarter finns listade i Catalogue of Life.

## Bildgalleri

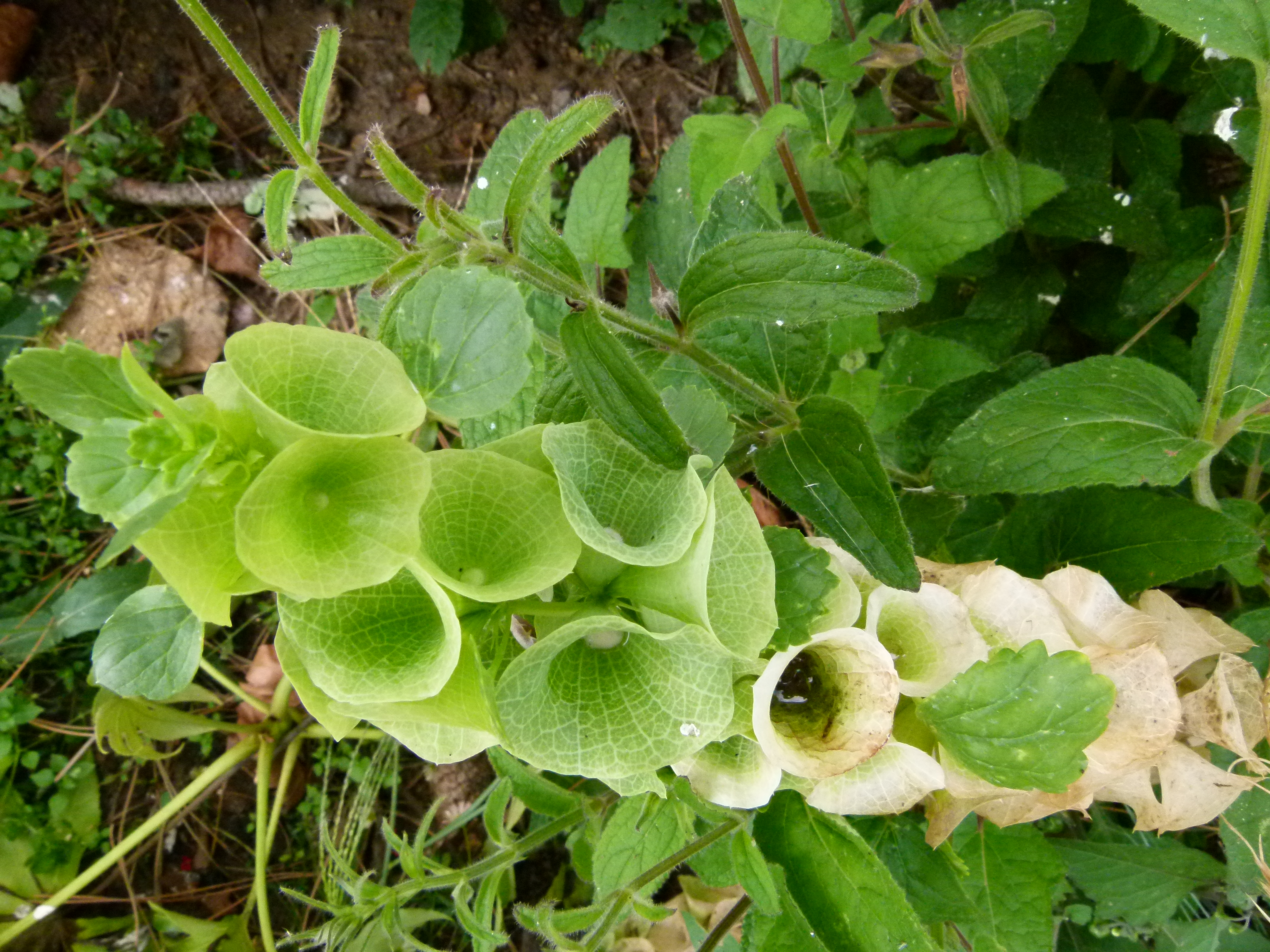
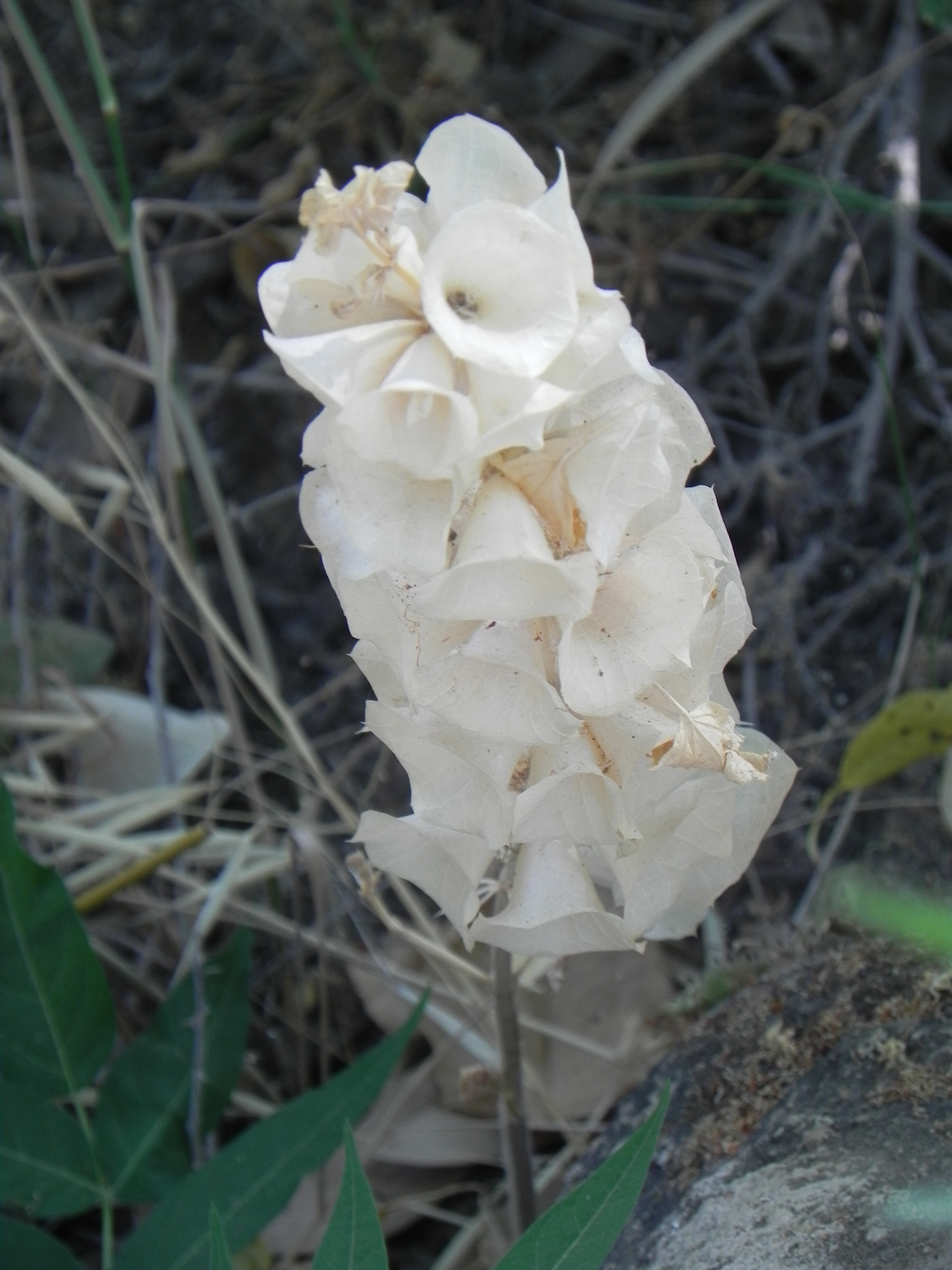
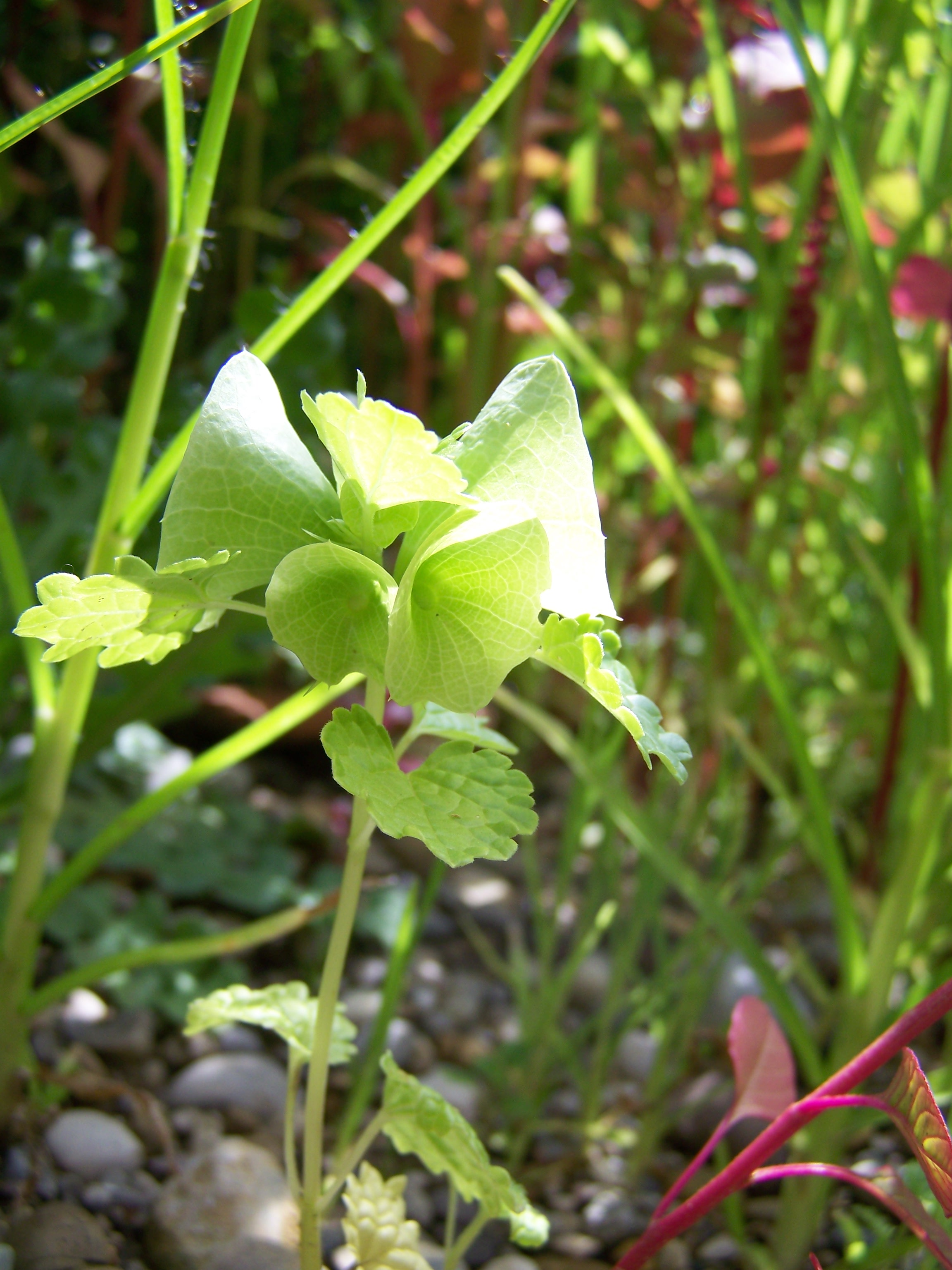
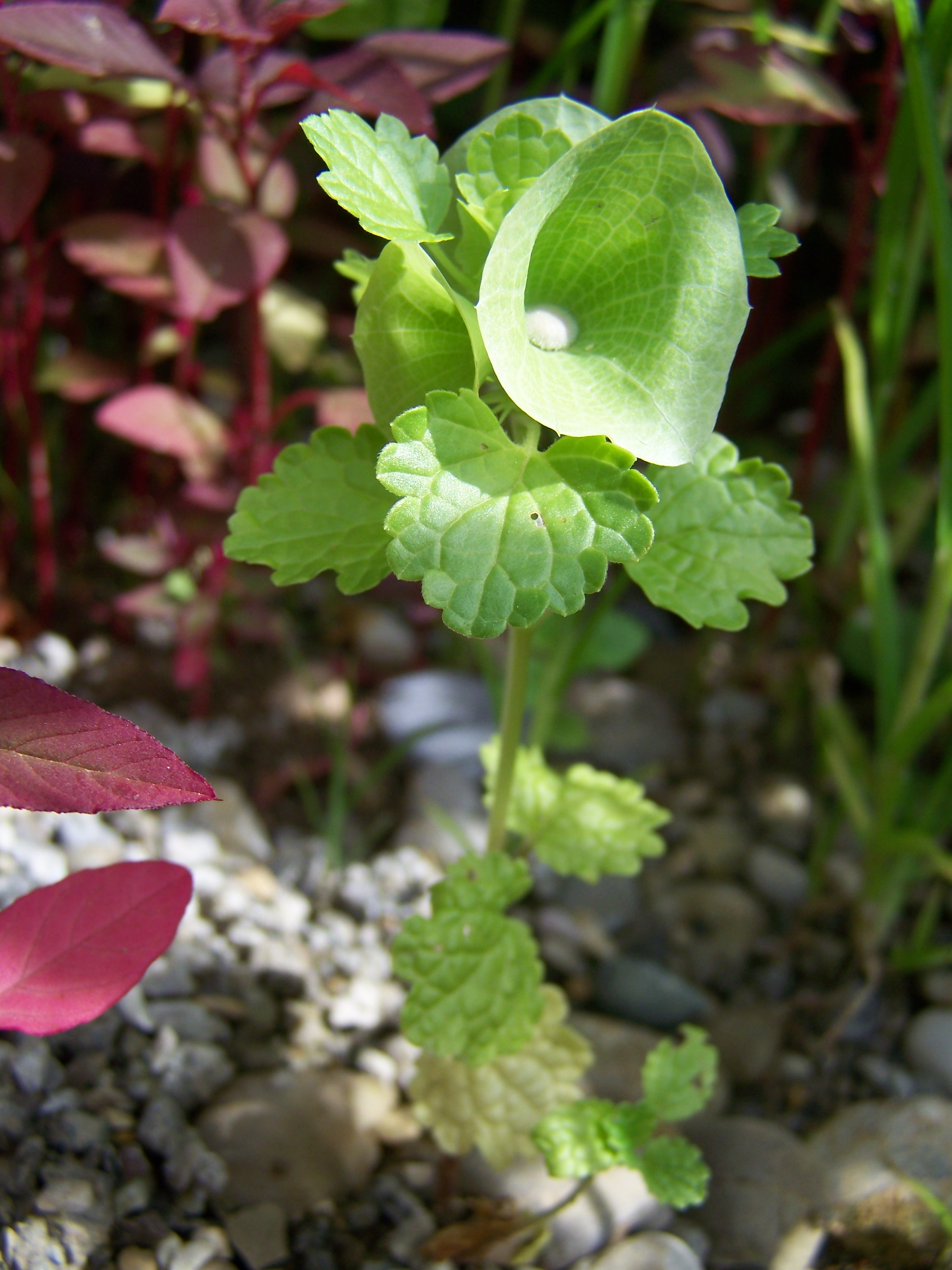
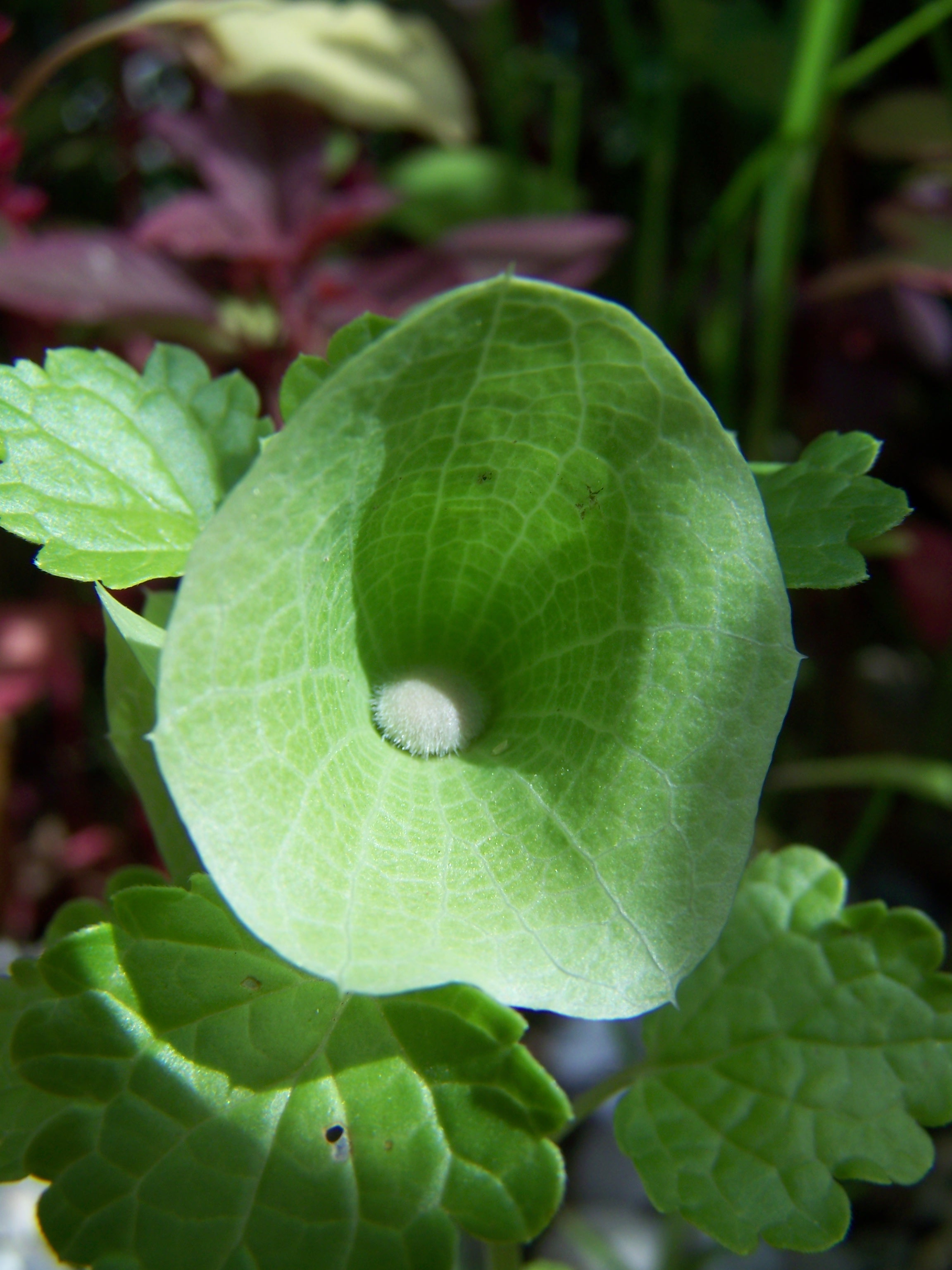
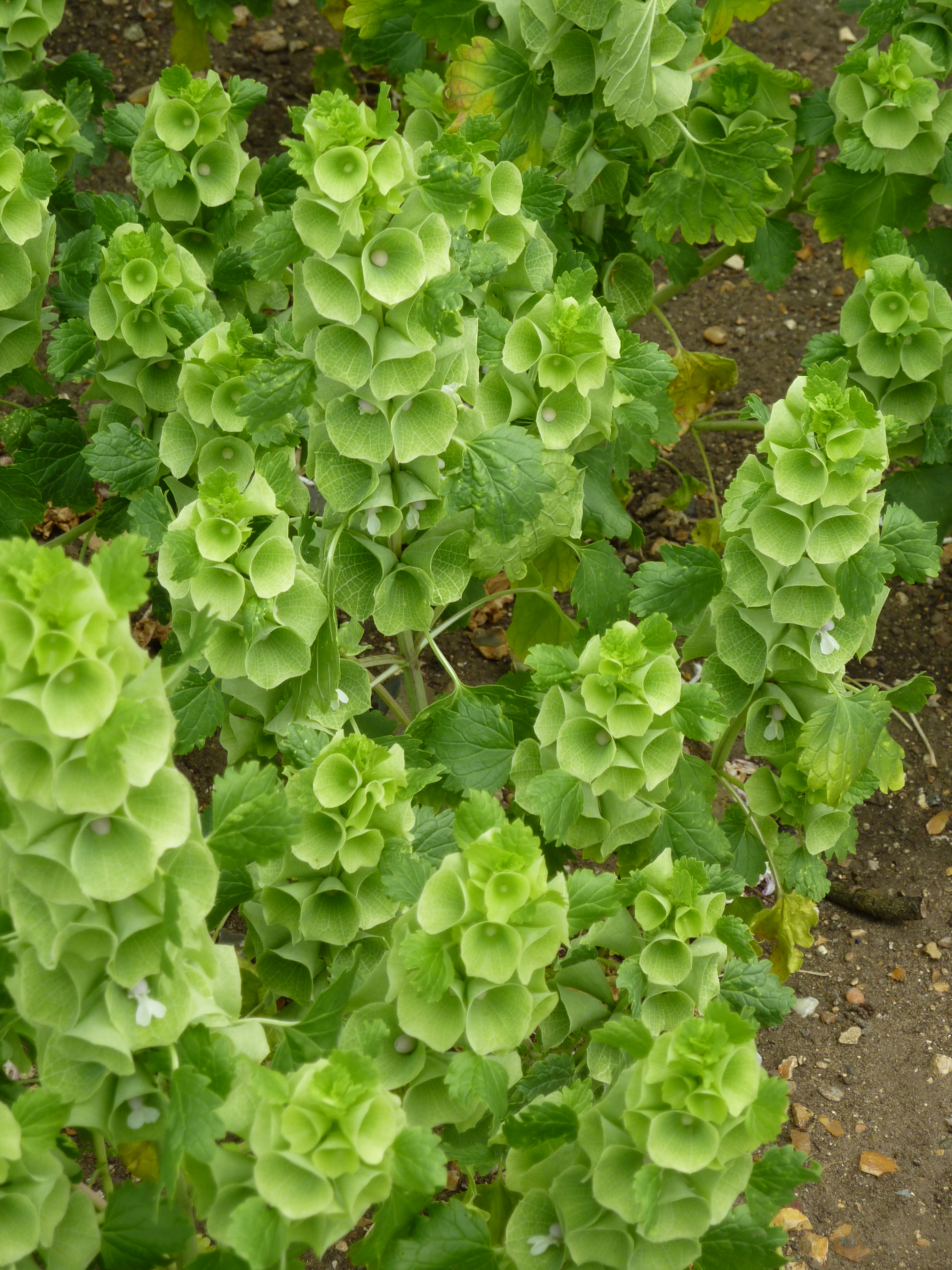
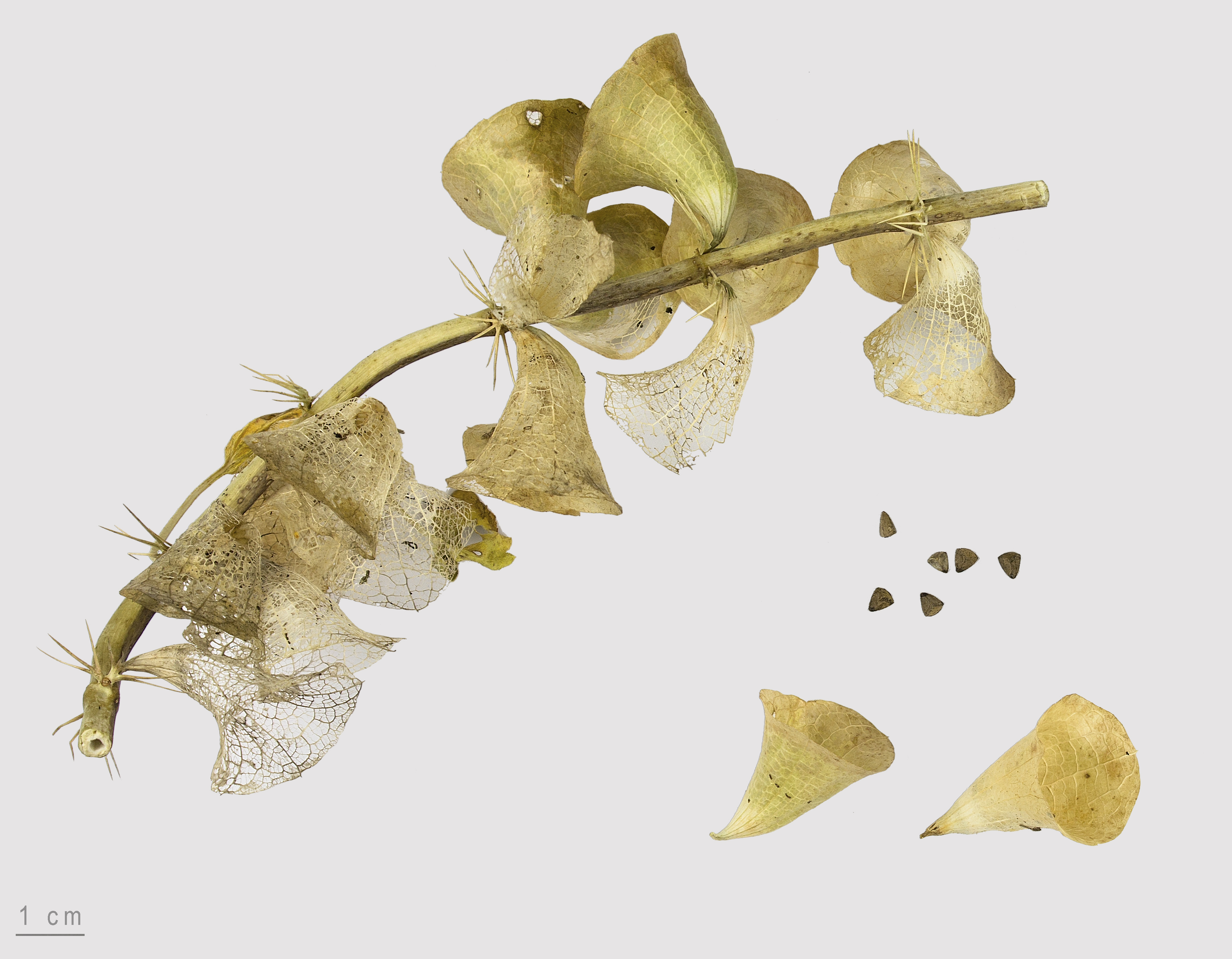
Moluccella laevis - Museum specimen